# Olympische Sommerspiele 1968/Leichtathletik – 1500 m (Männer)

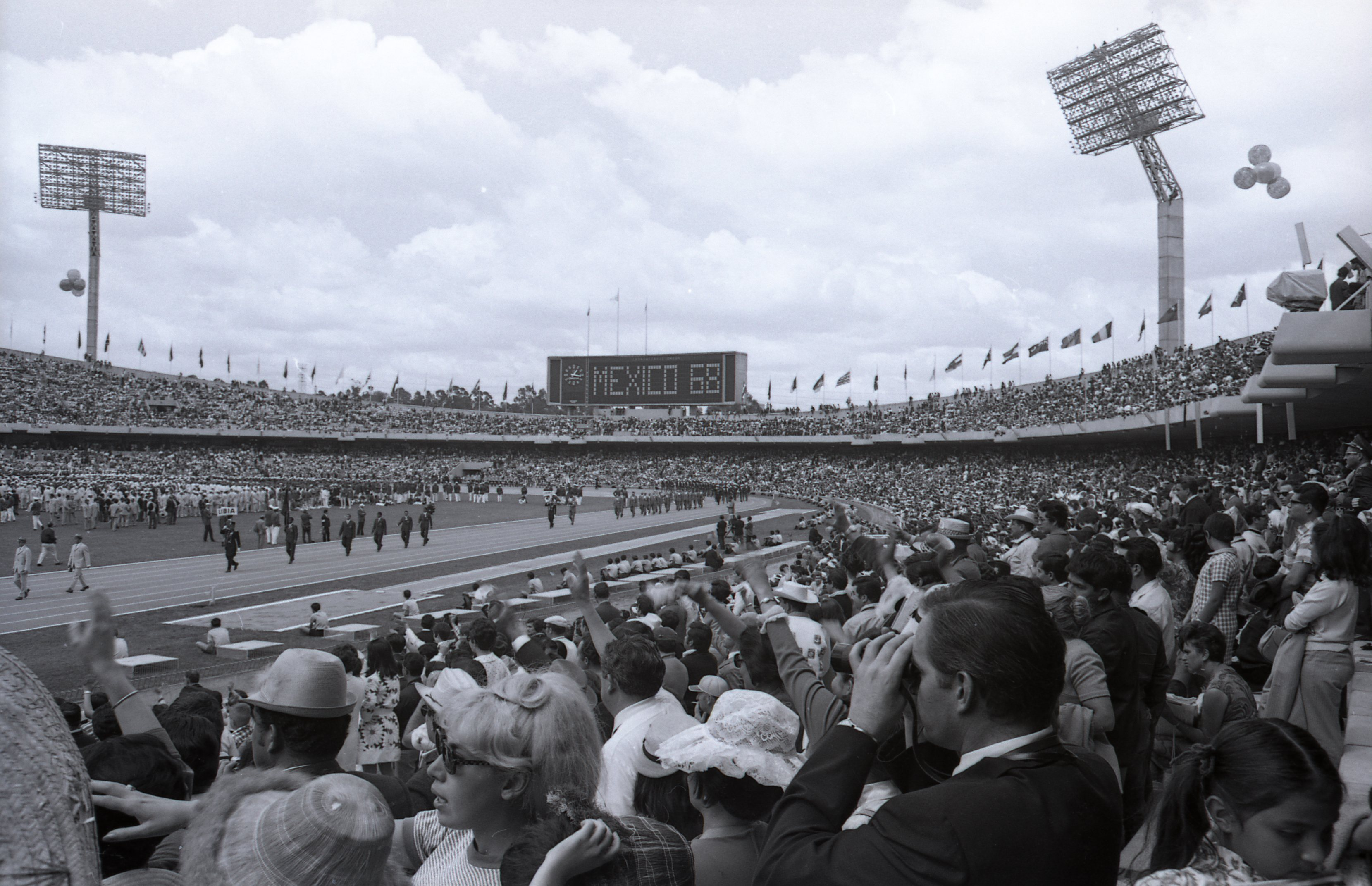
Das Olympiastadion während der Eröffnungsfeier 1968

Der 1500-Meter-Lauf der Männer bei den Olympischen Spielen 1968 in Mexiko-Stadt wurde am 18., 19. und 20. Oktober 1968 im Estadio Olímpico Universitario ausgetragen. 54 Athleten nahmen teil.
Olympiasieger wurde der Kenianer Kipchoge Keino. Silber gewann der US-Amerikaner Jim Ryun, Bronze ging an Bodo Tümmler aus der Bundesrepublik Deutschland.
Für die Bundesrepublik Deutschland – offiziell 'Deutschland' – starteten neben dem Medaillengewinner Tümmler noch Arnd Krüger und Harald Norpoth. Während Krüger im Halbfinale scheiterte, qualifizierte sich Norpoth für das Finale und belegte dort Rang vier.
Hansrüedi Knill vertrat die Schweiz. Er überstand den Vorlauf, schied aber im Halbfinale als Neunter seines Laufes aus.

Für das Fürstentum Liechtenstein ging Xaver Frick Jr. an den Start, schied aber, wie auch der Österreicher Rudolf Klaban schon im Vorlauf aus.

Läufer aus der DDR – offiziell 'Ostdeutschland' – nahmen nicht teil.

## Rekorde

### Bestehende Rekorde
| Weltrekord         | 3:33,1 min | Jim Ryun ( USA)            | Los Angeles, USA       | 8. Juli 1967      |
| Olympischer Rekord | 3:35,6 min | Herb Elliott ( Australien) | Finale OS Rom, Italien | 6. September 1960 |

### Rekordverbesserung
Der kenianische Olympiasieger Kipchoge Keino verbesserte den bestehenden olympischen Rekord im Finale am 20. Oktober um sieben Zehntelsekunden auf 3:34,9 min. Zum Weltrekord fehlten ihm 1,8 Sekunden.

## Durchführung des Wettbewerbs
54 Athleten traten am 18. Oktober zu den insgesamt fünf Vorläufen an. Die jeweils ersten Fünf – hellblau unterlegt – kamen ins Halbfinale am 19. Oktober. Aus den Vorentscheidungen qualifizierten sich die jeweils sechs Laufbesten – wiederum hellblau unterlegt – für das Finale am 20. Oktober.

## Zeitplan
18. Oktober, 11:00 Uhr: Vorläufe

19. Oktober, 17:20 Uhr: Halbfinale

20. Oktober, 15:30 Uhr: Finale
Anmerkung: Alle Zeiten sind in Ortszeit Mexiko-Stadt (UTC −6) angegeben.

## Vorrunde
Datum: 18. Oktober 1968, ab 11:00 Uhr

### Vorlauf 1
| Platz | Name            | Nation         | Offizielle Zeit handgestoppt | Inoffizielle Zeit elektronisch |
| ----- | --------------- | -------------- | ---------------------------- | ------------------------------ |
| 1     | Kipchoge Keino  | Kenia          | 3:46,9 min                   | 3:46,96 min                    |
| 2     | Bodo Tümmler    | BR Deutschland | 3:51,5 min                   | 3:51,59 min                    |
| 3     | John Boulter    | Großbritannien | 3:51,6 min                   | 3:51,63 min                    |
| 4     | Jorge Grosser   | Chile          | 3:51,7 min                   | 3:51,79 min                    |
| 5     | Francesco Arese | Italien        | 3:51,8 min                   | 3:51,86 min                    |
| 6     | David Bailey    | Kanada         | 3:52,1 min                   | 3:52,11 min                    |
| 7     | Róbert Honti    | Ungarn         | 3:54,9 min                   | 3:54,95 min                    |
| 8     | Rudolf Klaban   | Österreich     | 3:59,1 min                   | 3:59,11 min                    |
| 9     | Julio Quevedo   | Guatemala      | 4:03,1 min                   | 4:03,13 min                    |
| 10    | Édouard Sagna   | Senegal        | 4:04,1 min                   | 4:04,12 min                    |
| 11    | Emilio Barahona | Honduras       | 4:56,0 min                   | 4:56,08 min                    |

### Vorlauf 2

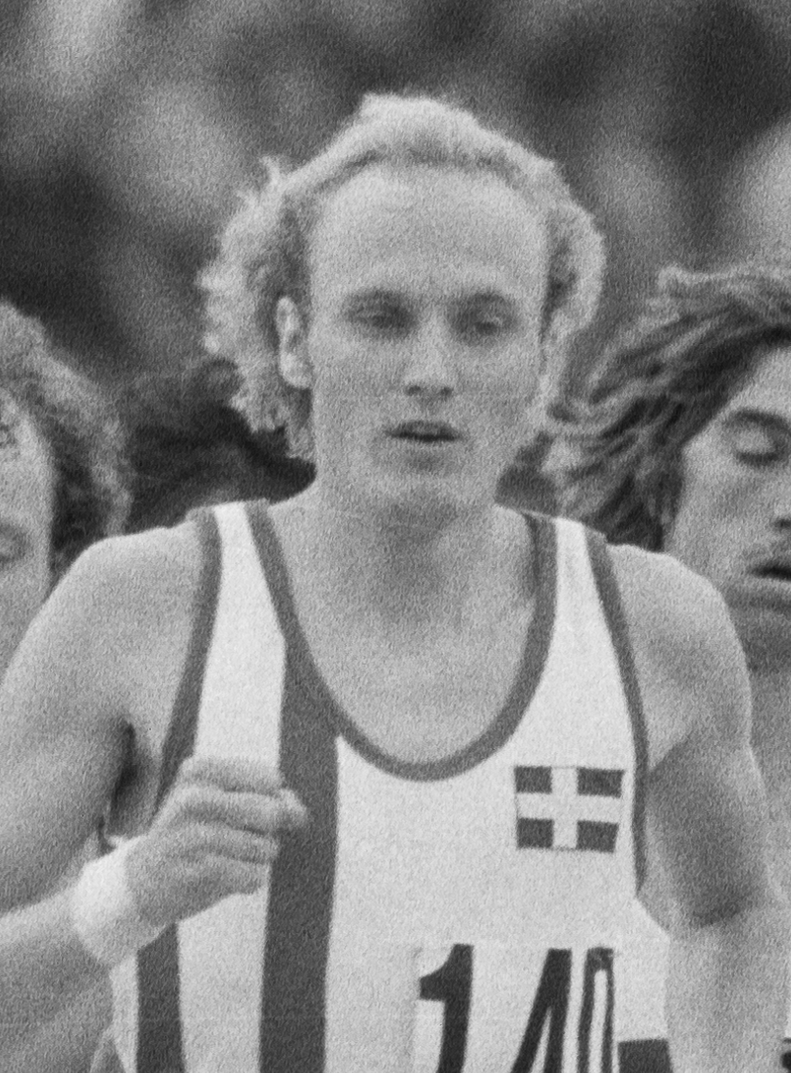
Tom Hansen – ausgeschieden als Achter des zweiten Vorlaufs

| Platz | Name                 | Nation                  | Offizielle Zeit handgestoppt | Inoffizielle Zeit elektronisch |
| ----- | -------------------- | ----------------------- | ---------------------------- | ------------------------------ |
| 1     | Tom Von Ruden        | USA                     | 3:59,1 min                   | 3:59,15 min                    |
| 2     | André Dehertoghe     | Belgien                 | 3:59,3 min                   | 3:59,33 min                    |
| 3     | Henryk Szordykowski  | Polen                   | 3:59,3 min                   | 3:59,34 min                    |
| 4     | Claude Nicolas       | Frankreich              | 3:59,3 min                   | 3:59,35 min                    |
| 5     | Arnd Krüger          | BR Deutschland          | 3:59,3 min                   | 1:52,32 min                    |
| 6     | Renzo Finelli        | Italien                 | 3:59,5 min                   | 3:59,51 min                    |
| 7     | Ove Berg             | Schweden                | 4:00,4 min                   | 4:00,42 min                    |
| 8     | Tom Hansen           | Dänemark                | 4:01,4 min                   | 4:01,47 min                    |
| 9     | Ramasamy Subramaniam | Malaysia                | 4:06,4 min                   | 4:06,49 min                    |
| 10    | Miguel Núñez         | Dominikanische Republik | 4:23,6 min                   | 4:23,67 min                    |
| DNS   | Blagoi Kostow        | Bulgarien               |                              |                                |

### Vorlauf 3
| Platz | Name             | Nation           | Offizielle Zeit handgestoppt | Inoffizielle Zeit elektronisch |
| ----- | ---------------- | ---------------- | ---------------------------- | ------------------------------ |
| 1     | Ben Jipcho       | Kenia            | 3:46,4 min                   | 3:46,51 min                    |
| 2     | Oleg Rayko       | Sowjetunion      | 3:46,8 min                   | 3:46,84 min                    |
| 3     | Harald Norpoth   | BR Deutschland   | 3:46,9 min                   | 3:47,00 min                    |
| 4     | Josef Odložil    | Tschechoslowakei | 3:47,4 min                   | 3:47,49 min                    |
| 5     | Jacky Boxberger  | Frankreich       | 3:47,5 min                   | 3:47,55 min                    |
| 6     | José Neri        | Mexiko           | 3:47,5 min                   | 3:47,88 min                    |
| 7     | Jorge González   | Spanien          | 3:50,4 min                   | 3:50,49 min                    |
| 8     | Ioannis Virvilis | Griechenland     | 3:55,5 min                   | 3:55,57 min                    |
| 9     | Xaver Frick jr.  | Liechtenstein    | 4:15,3 min                   | 4:15,38 min                    |
| 10    | Alfredo Cubías   | El Salvador      | 4:32,5 min                   | 4:32,58 min                    |
| DNS   | Jean Wadoux      | Frankreich       |                              |                                |

### Vorlauf 4
| Platz | Name             | Nation         | Offizielle Zeit handgestoppt | Inoffizielle Zeit elektronisch |
| ----- | ---------------- | -------------- | ---------------------------- | ------------------------------ |
| 1     | Jim Ryun         | USA            | 3:45,7 min                   | 3:45,80 min                    |
| 2     | Hamadi Haddou    | Marokko        | 3:47,0 min                   | 3:47,01 min                    |
| 3     | Edgard Salvé     | Belgien        | 3:47,1 min                   | 3:47,17 min                    |
| 4     | Arne Kvalheim    | Norwegen       | 3:47,4 min                   | 3:47,50 min                    |
| 5     | Norm Trerise     | Kanada         | 3:47,6 min                   | 3:47,67 min                    |
| 6     | Gianni Del Buono | Italien        | 3:48,4 min                   | 3:48,41 min                    |
| 7     | Peter Watson     | Australien     | 3:55,4 min                   | 3:55,41 min                    |
| 8     | Maurice Benn     | Großbritannien | 3:56,4 min                   | 3:56,43 min                    |
| 9     | Pekka Vasala     | Finnland       | 4:08,5 min                   | 4:08,51 min                    |
| 10    | Willie Ríos      | Puerto Rico    | 4:14,4 min                   | 4:14,47 min                    |
| 11    | Jeff Payne       | Bermuda        | 4:18,9 min                   | 4:18,92 min                    |
| DNS   | Guillermo Cuello | Argentinien    |                              |                                |

### Vorlauf 5
| Platz | Name                 | Nation         | Offizielle Zeit handgestoppt | Inoffizielle Zeit elektronisch |
| ----- | -------------------- | -------------- | ---------------------------- | ------------------------------ |
| 1     | Marty Liquori        | USA            | 3:52,7 min                   | 3:52,78 min                    |
| 2     | Hansrüedi Knill      | Schweiz        | 3:52,8 min                   | 3:52,87 min                    |
| 3     | John Whetton         | Großbritannien | 3:53,0 min                   | 3:53,04 min                    |
| 4     | Ahmed Issa           | Tschad         | 3:53,1 min                   | 3:53,13 min                    |
| 5     | Michail Schelobowski | Sowjetunion    | 3:53,2 min                   | 3:53,23 min                    |
| 6     | Matias Habtemichael  | Äthiopien      | 3:53,2 min                   | 3:53,27 min                    |
| 7     | Anders Gärderud      | Schweden       | 3:54,2 min                   | 3:54,28 min                    |
| 8     | Byron Dyce           | Jamaika        | 3:54,6 min                   | 3:54,65 min                    |
| 9     | Jerzy Maluśki        | Polen          | 3:54,8 min                   | 3:54,83 min                    |
| 10    | Frank Murphy         | Irland         | 3:54,8 min                   | 3:54,85 min                    |
| 11    | Rudi Simon           | Belgien        | 4:06,9 min                   | 4:06,97 min                    |
| 12    | Arturo Córdoba       | Honduras       | 5:18,9 min                   | 5,18,92 min                    |

## Halbfinale
Datum: 19. Oktober 1968, ab 17.20 Uhr

### Lauf 1
| Platz | Name                 | Nation         | Offizielle Zeit handgestoppt | Inoffizielle Zeit elektronisch |
| ----- | -------------------- | -------------- | ---------------------------- | ------------------------------ |
| 1     | Bodo Tümmler         | BR Deutschland | 3:53,6 min                   | 3:53,66 min                    |
| 2     | Jacky Boxberger      | Frankreich     | 3:53,9 min                   | 3:54,00 min                    |
| 3     | Tom Von Ruden        | USA            | 3:54,1 min                   | 3:54,12 min                    |
| 4     | Henryk Szordykowski  | Polen          | 3:54,2 min                   | 3:54,24 min                    |
| 5     | Harald Norpoth       | BR Deutschland | 3:54,3 min                   | 3:54,34 min                    |
| 6     | Ben Jipcho           | Kenia          | 3:54,6 min                   | 3:54,69 min                    |
| 7     | Francesco Arese      | Italien        | 3:54,8 min                   | 3:54,85 min                    |
| 8     | Arne Kvalheim        | Norwegen       | 3:55,3 min                   | 3:55,32 min                    |
| 9     | John Boulter         | Großbritannien | 3:56,1 min                   | 3:56,13 min                    |
| 10    | Edgard Salvé         | Belgien        | 3:58,1 min                   | 3:58,16 min                    |
| 11    | Michail Schelobowski | Sowjetunion    | 3:59,0 min                   | 3:59,08 min                    |
| 12    | Hamadi Haddou        | Marokko        | 4:01,6 min                   | 4:01,70 min                    |

### Lauf 2
| Platz | Name             | Nation           | Offizielle Zeit handgestoppt | Inoffizielle Zeit elektronisch |
| ----- | ---------------- | ---------------- | ---------------------------- | ------------------------------ |
| 1     | Jim Ryun         | USA              | 3:51,2 min                   | 3:51,25 min                    |
| 2     | Kipchoge Keino   | Kenia            | 3:51,4 min                   | 3:51,50 min                    |
| 3     | John Whetton     | Großbritannien   | 3:52,0 min                   | 3:52,05 min                    |
| 4     | Marty Liquori    | USA              | 3:52,1 min                   | 3:52,17 min                    |
| 5     | Josef Odložil    | Tschechoslowakei | 3:52,5 min                   | 3:52,53 min                    |
| 6     | André Dehertoghe | Belgien          | 3:52,5 min                   | 3:52,57 min                    |
| 7     | Oleg Rayko       | Sowjetunion      | 3:52,7 min                   | 3:52,73 min                    |
| 8     | Ahmed Issa       | Tschad           | 3:53,2 min                   | 3:53,26 min                    |
| 9     | Hansrüedi Knill  | Schweiz          | 3:53,6 min                   | 3:53,65 min                    |
| 10    | Norm Trerise     | Kanada           | 3:57,2 min                   | 3:57,30 min                    |
| 11    | Claude Nicolas   | Frankreich       | 4:04,4 min                   | 4:04,47 min                    |
| 12    | Arnd Krüger      | BR Deutschland   | 4:05,3 min                   | 4:05,40 min                    |
| DNF   | Jorge Grosser    | Chile            |                              |                                |

## Finale

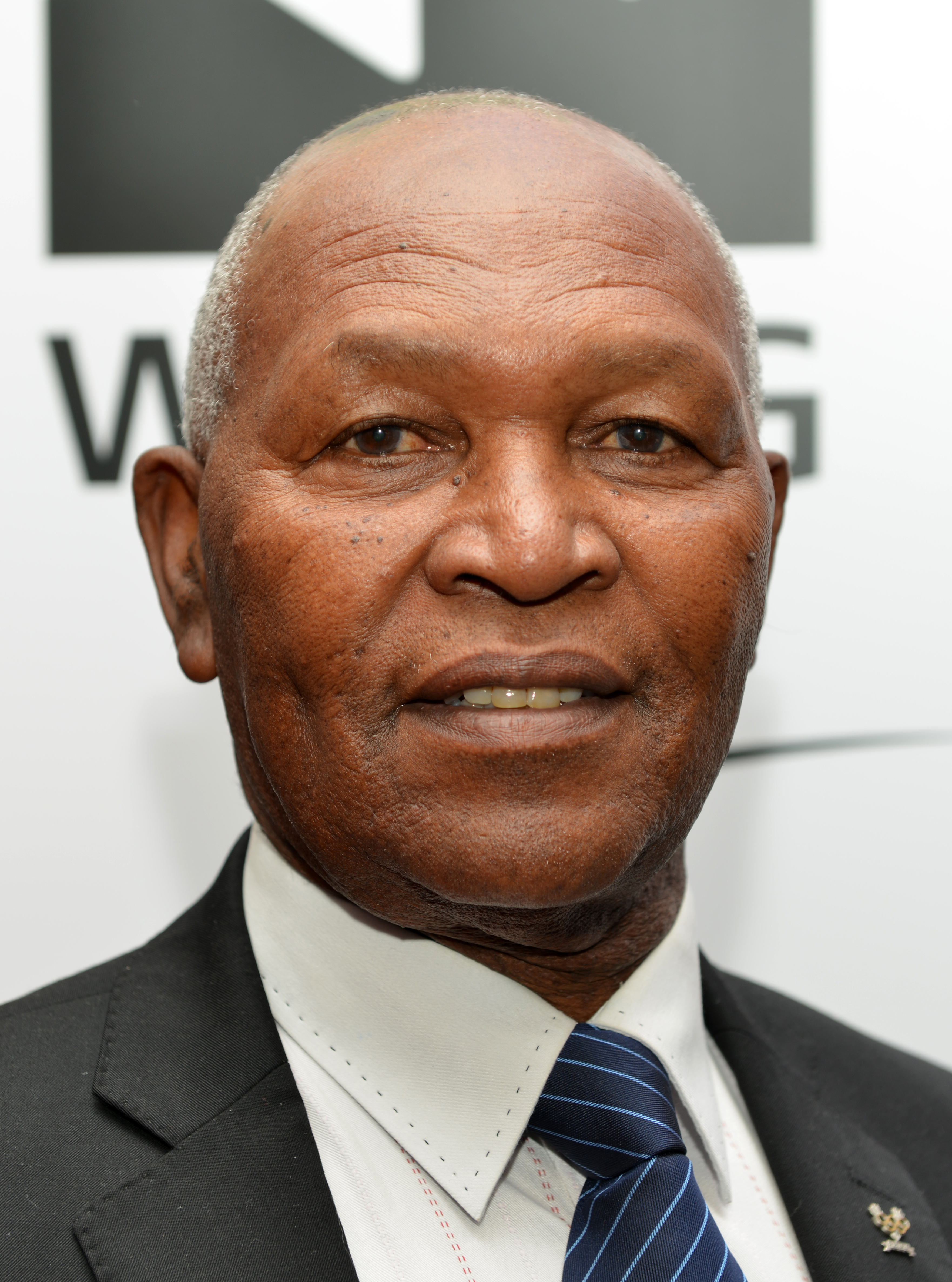
Kipchoge Keino (Foto: 2014) – drei Tage zuvor Zweiter über 5000 m und 1972 Olympiasieger über 3000 m Hindernis – gewann mit bedingungslosem Tempo Gold

Datum: 20. Oktober 1968, 15:30 Uhr
| Platz | Name                | Nation           | Offizielle Zeit handgestoppt | Inoffizielle Zeit elektronisch |
| ----- | ------------------- | ---------------- | ---------------------------- | ------------------------------ |
| 1     | Kipchoge Keino      | Kenia            | 3:34,9 min OR                | 3:34,91 min                    |
| 2     | Jim Ryun            | USA              | 3:37,8 min                   | 3:37,89 min                    |
| 3     | Bodo Tümmler        | BR Deutschland   | 3:39,0 min                   | 3:39,08 min                    |
| 4     | Harald Norpoth      | BR Deutschland   | 3:42,5 min                   | 3:42,57 min                    |
| 5     | John Whetton        | Großbritannien   | 3:43,8 min                   | 3:43,90 min                    |
| 6     | Jacky Boxberger     | Frankreich       | 3:46,6 min                   | 3:46,65 min                    |
| 7     | Henryk Szordykowski | Polen            | 3:46,6 min                   | 3:46,69 min                    |
| 8     | Josef Odložil       | Tschechoslowakei | 3:48,6 min                   | 3:48,69 min                    |
| 9     | Tom Von Ruden       | USA              | 3:49,2 min                   | 3:49,27 min                    |
| 10    | Ben Jipcho          | Kenia            | 3:51,2 min                   | 3:51,22 min                    |
| 11    | André Dehertoghe    | Belgien          | 3:53,6 min                   | 3:53,63 min                    |
| 12    | Marty Liquori       | USA              | 4:18,2 min                   | 4:18,22 min                    |

Eigentlich wäre der US-amerikanische Weltrekordler Jim Ryun als Topfavorit an den Start gegangen. Doch zu Jahresbeginn war er am Pfeiffer-Drüsenfieber erkrankt, wodurch seine Form schwer einzuschätzen war. Bedenken gab es auch wegen der Höhenluft von Mexiko-Stadt. Der in der Höhe lebende Kenianer Kipchoge Keino galt als sein größter Konkurrent. Ein weiterer Medaillenkandidat war der amtierende Europameister Bodo Tümmler, BR Deutschland, während seinem Landsmann Harald Norpoth, EM-Dritter von 1966, nach dessen Problemen über 5000 Meter nicht mehr so viel zugetraut wurde. Er hatte dort im Finale gequält von Seitenstichen aufgeben müssen.
Für den Endlauf hatten sich die Kenianer Keino und Benjamin Jipcho eine eigene Strategie ausgedacht. Jipcho sorgte von Beginn an für ein hohes Tempo für Keino, um Ryuns gefürchteten Schlussspurt zu verhindern. Zunächst folgte ihm nur Norpoth, dahinter gab es eine kleine Lücke, die aber von Tümmler und Keino bald geschlossen wurde. Ryun hielt sich weiter hinten auf. Nach zwei Runden übernahm Keino die Führung, die beiden Deutschen lagen auf den nächsten Plätzen, Ryun folgte im hinteren Feld und Jipcho fiel nun zurück. Nach der dritten Runde lag Keino auf Weltrekordkurs, inzwischen weit vorn. Es folgten Tümmler und Norpoth. Ryun hatte sich inzwischen auf Position vier vorgearbeitet, die Lücke zu den beiden Deutschen wurde kleiner. Weiter zurück lag der Rest des Feldes. Auf der Gegengeraden zog Ryun an Norpoth und Tümmler vorbei, hatte jedoch keine Chance, den entfesselt laufenden Keino noch abzufangen. Mit 25 Metern Vorsprung siegte Kipchoge Keino mit neuem olympischen Rekord vor Jim Ryun. Bodo Tümmler errang die Bronzemedaille vor Harald Norpoth. Ein solch schnelles Rennen war von den Experten angesichts der Höhenlage niemals erwartet worden.
Kipchoge Keino lief zum ersten kenianischen Olympiasieg auf dieser Strecke.

Bodo Tümmler gewann die erste Medaille für die Bundesrepublik Deutschland in dieser Disziplin.

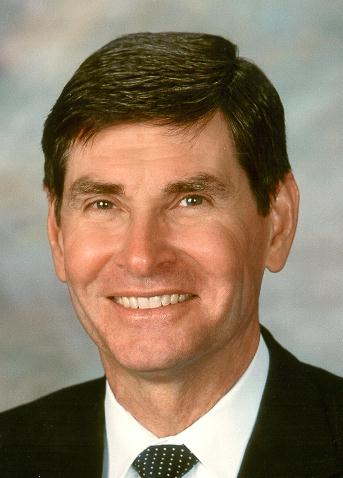
Weltrekordinhaber Jim Ryun (hier im Jahr 2009) gewann die Silbermedaille
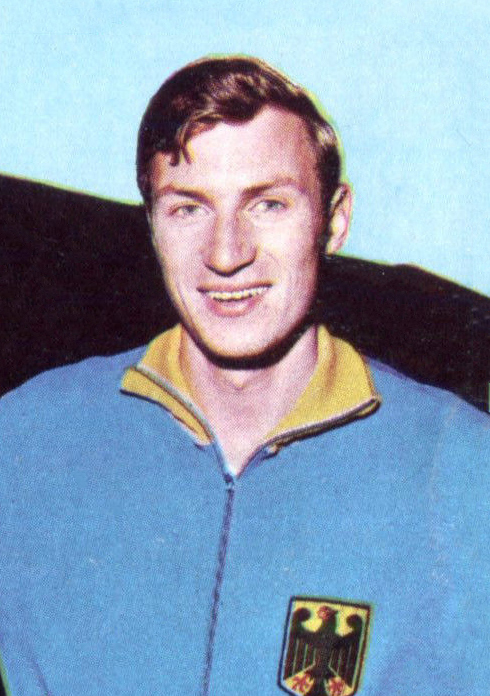
Gewinner der Bronzemedaille: Bodo Tümmler (hier im Jahr 1968)
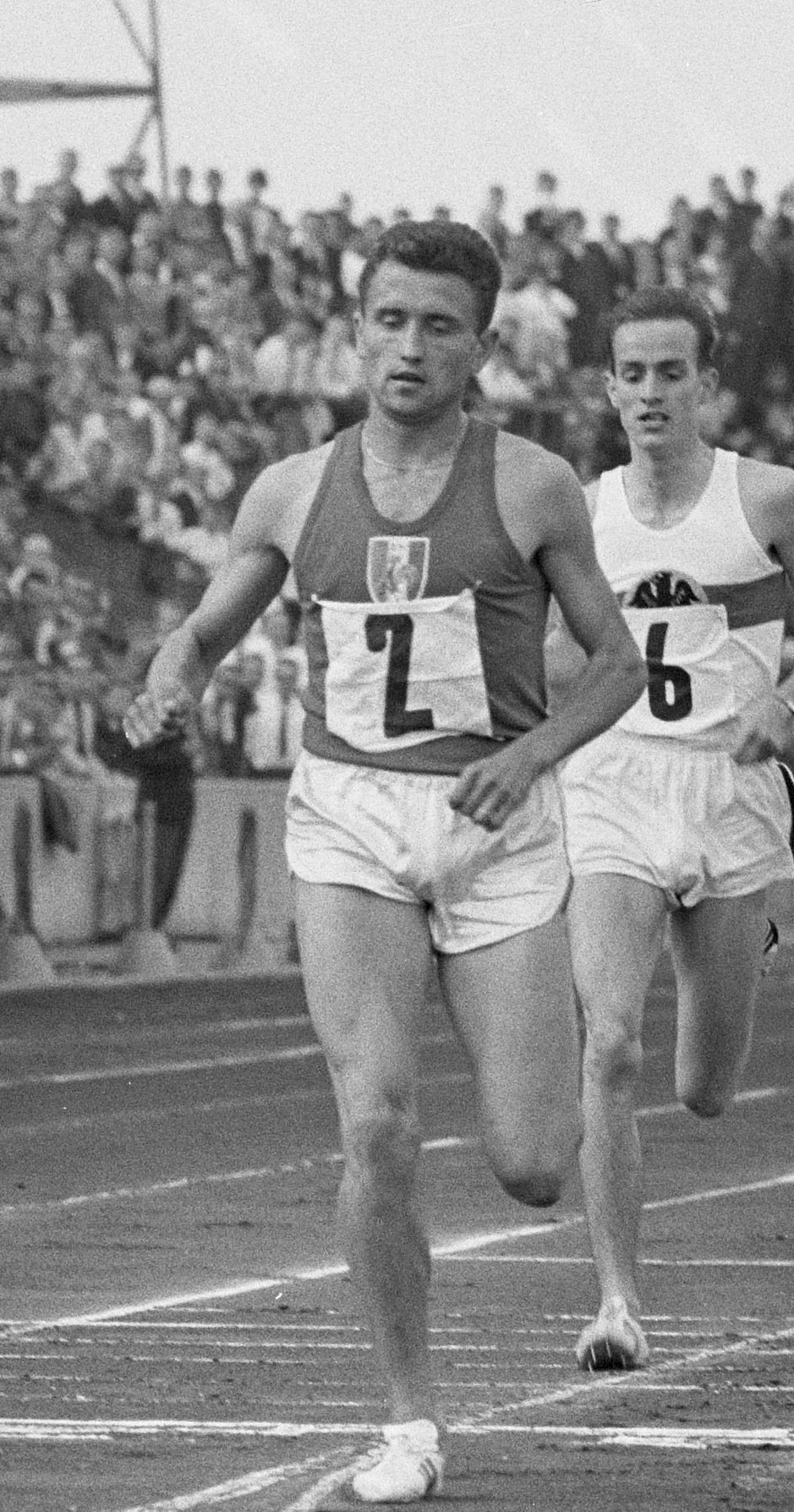
Harald Norpoth (rechts, im Jahr 1963 hinter Michel Jazy) wurde Vierter
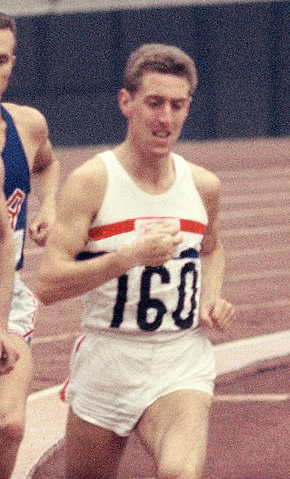
Der fünftplatzierte John Whetton wurde im Jahr darauf Europameister
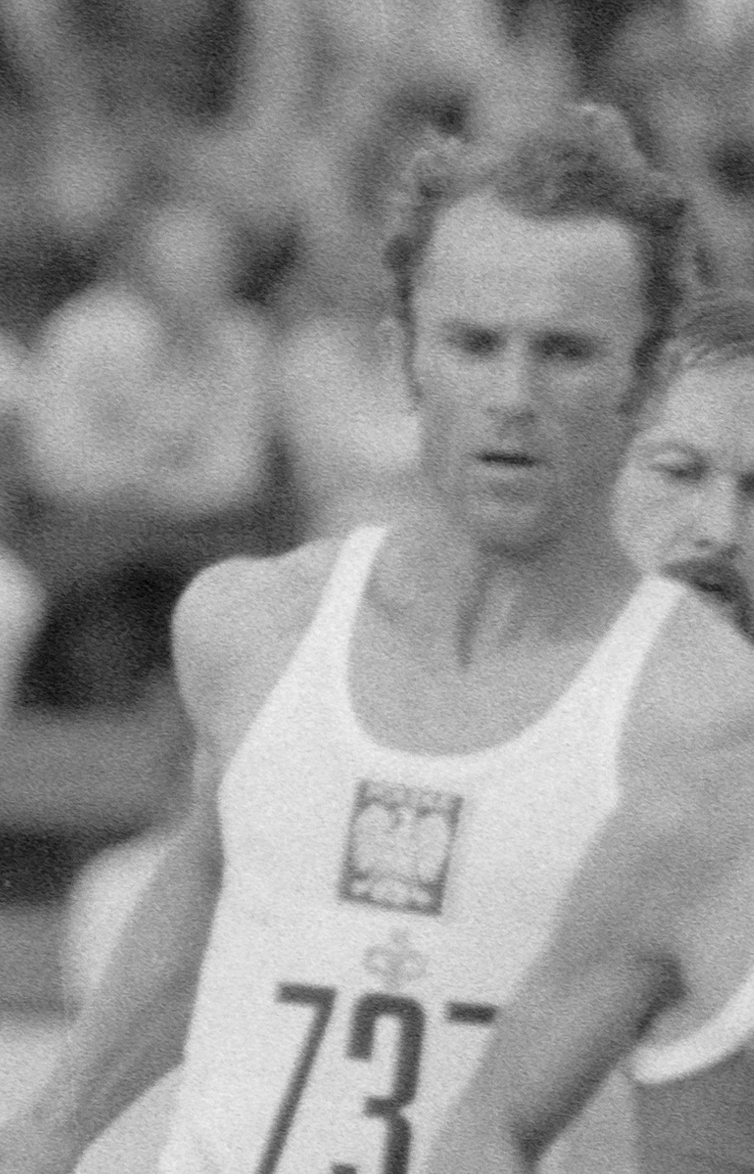
Henryk Szordykowski (hier bei den Europameisterschaften 1974) kam auf den siebten Platz
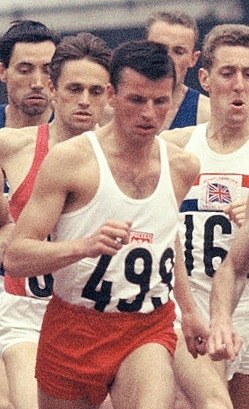
Josef Odložil, 1964 Olympiazweiter, erreichte Platz acht
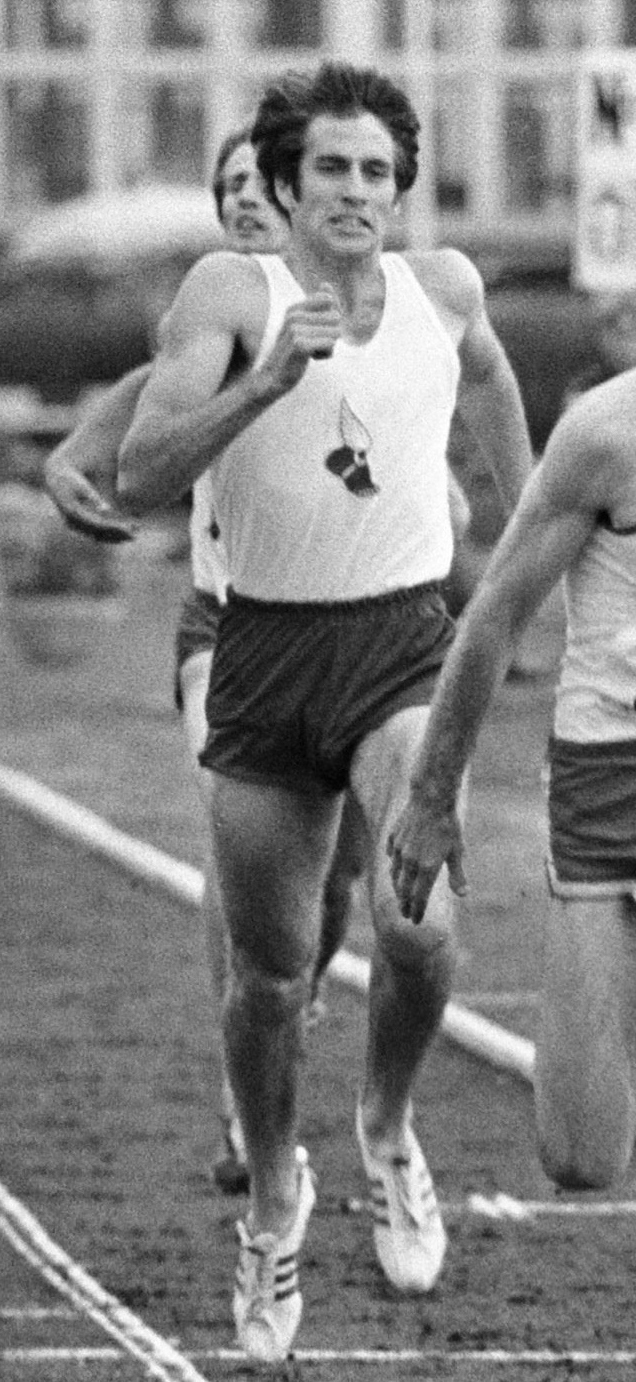
Rang zwölf für Marty Liquori

## Video
- Keino v.Ryun.1500m.1968 Olympic Games, Mexico City, youtube.com, abgerufen am 3. November 2017